# Gisalberto II di Bergamo
Gisalberto II di Bergamo (... – 993/1010) è stato un nobile italiano fu conte di Bergamo. Era un membro della dinastia nota agli storici come Gisalbertini.

## Biografia
Gisalberto era figlio di Lanfranco I di Bergamo. È documentato per la prima volta come conte di Bergamo nel 961 (anche se probabilmente aveva ricoperto la carica per qualche tempo prima).
Giselberto sostenne Ottone I, imperatore del Sacro Romano Impero contro Berengario II d'Italia. Come ricompensa, nel 970 Ottone I concesse a Gisalberto II i possedimenti nelle contee di Bergamo, Brescia, Como e Pavia, che erano stati confiscati al conte Bernardo di Pavia. Nel 976 Ottone II nominò Giselberto II conte palatino di Bergamo.

## Discendenza
Con la moglie, Anselda (o Alsinda) di Torino, figlia di Arduino il Glabro, Gisalberto II ebbe diversi figli, tra cui:
- Lanfranco II
- Maginfredo
- Arduino I
- Gisela, moglie di Ugo di Milano (figlio di Oberto II, margravio di Milano)
- Richilde, moglie di Bonifacio di Canossa